# 山本秀文
山本 秀文（やまもと ひでふみ、1984年7月24日 - ）は、日本のラグビー選手。

## プロフィール
- 福岡県出身。
- ポジションはウィング(WTB)。
- 身長 185cm、体重 94kg
- ニックネームは『ヒデ』。

## 経歴
東福岡高校を経て法政大学に入る。なお東福岡高校時代は高校日本代表に選出された。
法政大学では主にWTBとして活躍。大型の体格を活かすためにFLとして起用されたこともある。
2004年には法大のリーグ戦優勝に貢献した。
2007年、大学卒業後NECグリーンロケッツに入団。
2009年に7人制日本代表に抜擢され、東アジア競技大会で全6試合中5試合に先発出場し日本の金メダル獲得に貢献した。
2016年、NECグリーンロケッツを退団した。